# A feröeri labdarúgó-válogatott mérkőzései 2011-ben
A feröeri labdarúgó-válogatott 2011-es programját a Európa-bajnoki selejtezők tették ki. Az év során a szövetségi kapitány az ír Brian Kerr volt, akit novemberben a dán Lars Olsen váltott.
A június 7-i, Észtország elleni siker 16 év után az első, EB-selejtezőn elért győzelme volt a válogatottnak.

## Eredmények
2012-es labdarúgó-Európa-bajnokság selejtező
| 2011. június 3. 18:30 (UTC+1) |

| Feröer | 0–2               | Szlovénia                                    |
| ------ | ----------------- | -------------------------------------------- |
|        | (0–1) Jegyzőkönyv | Šuler 25′ Matavž 29' Baldvinsson 47' (öngól) |

| Tórsvøllur Stadion, Tórshavn Játékvezető: Oliver Drachta (osztrák) |

2012-es labdarúgó-Európa-bajnokság selejtező
| 2011. június 7. |

| Feröer                                   | 2–0               | Észtország |
| ---------------------------------------- | ----------------- | ---------- |
| Benjaminsen 43' (11-esből) A. Hansen 47' | (2–0) Jegyzőkönyv |            |

| Svangaskarð Stadion, Toftir Játékvezető: Antti Munukka (finn) |

2012-es labdarúgó-Európa-bajnokság selejtező
| 2011. augusztus 10. 19:45 (UTC+1) |

| Észak-Írország                      | 4–0               | Feröer |
| ----------------------------------- | ----------------- | ------ |
| Hughes 5' Davis 66' McCourt 71' 87' | (1–0) Jegyzőkönyv |        |

| Windsor Park, Belfast Nézőszám: 15 000 Játékvezető: Emir Alecković (bosznia-hercegovinai) |

2012-es labdarúgó-Európa-bajnokság selejtező
| 2011. szeptember 2. 19:45 (UTC+1) |

| Feröer | 0–1               | Olaszország |
| ------ | ----------------- | ----------- |
|        | (0–1) Jegyzőkönyv | Cassano 11' |

| Tórsvøllur Stadion, Tórshavn Nézőszám: 5654 Játékvezető: Bognár Tamás (magyar) |

2012-es labdarúgó-Európa-bajnokság selejtező
| 2011. szeptember 6. 20:30 (UTC+2) |

| Szerbia                                     | 3–1               | Feröer          |
| ------------------------------------------- | ----------------- | --------------- |
| Milan Jovanović 6' Tošić 22' Kuzmanović 69' | (2–1) Jegyzőkönyv | Benjaminsen 37' |

| Stadion FK Partizan, Belgrád Játékvezető: Arman Amirkhanyan (örmény) |